# مطاردتي إلى قبري
مطاردتي إلى قبري: مذكرات فنان عن جيم كرو ساوث هي مذكرات الفنان وينفريد رامبرت كتبت بواسطة الفيلسوفة ايرين كيلي عام 2021. وفاز عام 2022 بجائزة بوليتزر عن فئة السيرة الذاتية.